# Olympia Undae

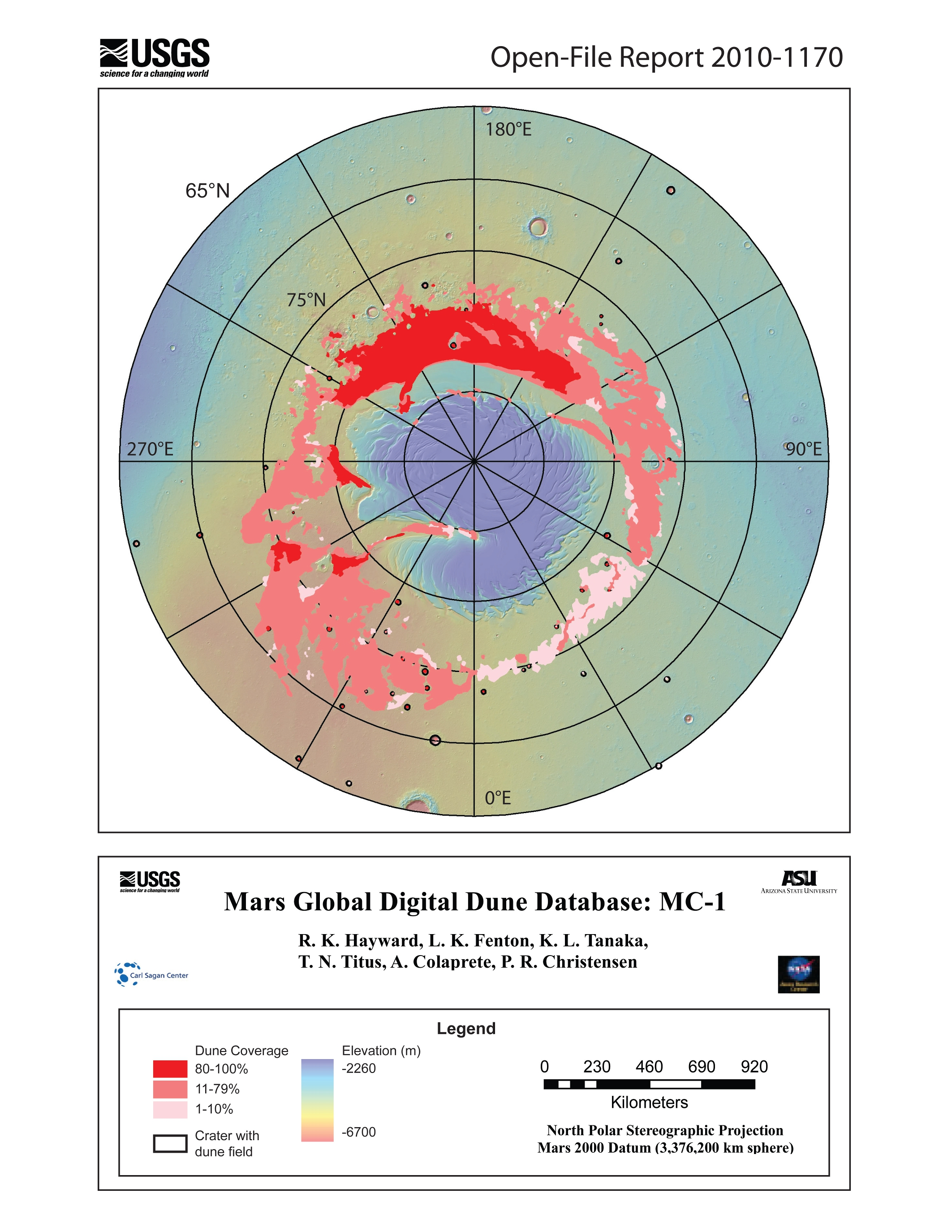
Carte MC-1 représentant les dunes de sable sur Mars. Olympia Undae est la zone couverte de dunes entre 120° et 240°E de longitude.

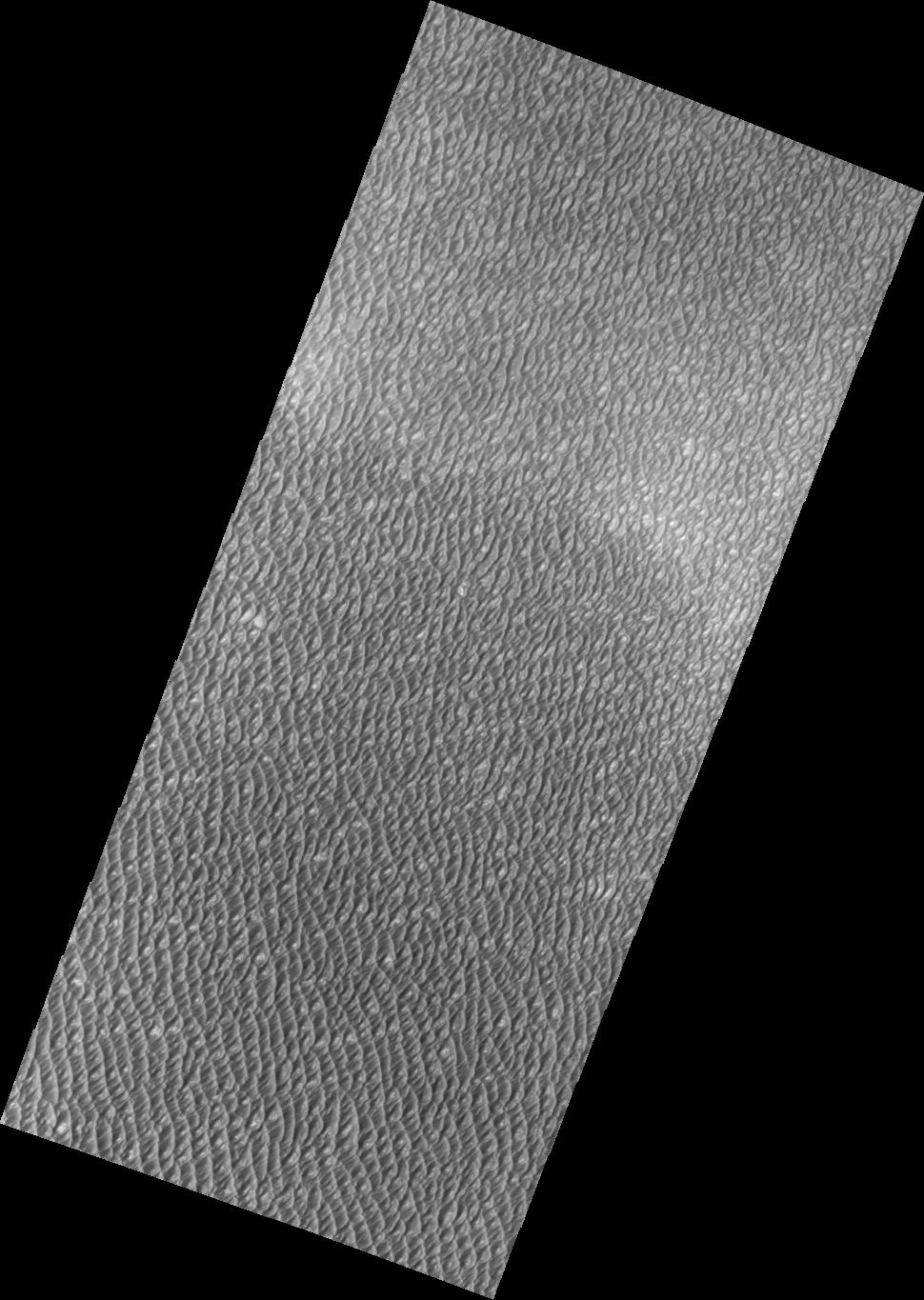
Olympia Undae est le plus grand champ de dunes de sable sur Mars.

Olympia Undae est un vaste champ de dunes situé dans la région polaire nord de la planète Mars.
Entourant la Planum Boreum, Olympia Undae s'étend sur 1 100 kilomètres et couvre une superficie de 470 000 kilomètres carrés environ.
Ceci fait de lui le plus grand champ de dunes continues sur la planète Mars. Il est comparable par sa taille au Rub al-Khali qui est le plus grand erg actif sur Terre.

## Étymologie
Unda (pl. undae ) est un terme latin qui signifie eau, en particulier l'eau en mouvement sous forme de vagues. L'Union astronomique internationale (UAI) a adopté ce terme pour nommer les champs de dunes (onduleuses) découvertes sur d'autres planètes.  
Le terme "Olympia" a été choisi car le champ de dunes recouvre une grande portion de la Olympia Planum.

## Description et historique
Olympia Undae est d'âge Amazonien.
Olympia Undae contient différentes formes de dunes et de caractéristiques de dépôt liées au vent, y compris des nappes de sable, des dunes transversales, des dunes de barkhanes simples, des méga-barkhanes et des crêtes de barkhanoïdes complexes. Tous ces types de dunes se produisent également sur Terre.
La majorité de ses dunes sont transversales. Leur espacement varie de 200 à 800 m de crête à crête, et la comparaison avec des dunes terrestres avec un espacement similaire indique qu'elles mesurent de 10 à 25 m de haut.
Sur Terre, les dunes sont produites par saltation de grains de sable. L'exigence que les dunes soient produites par saltation permet aux scientifiques de déterminer la taille de grain probable des particules constituant les dunes d'Olympia Undae et dans d'autres champs de dunes martiennes. Sur Mars, la taille des particules est d'environ 100 μm de diamètre et sont donc plus facilement déplacées par le vent. Le sable d'Olympia Undae est de couleur extrêmement sombre et se compose probablement de fragments de roche basaltique. La surface d'Olympia Undae a une forte signature spectrale TES Type 2, indiquant que les matériaux de surface sont constitués d'andésite basaltique ou de basalte altéré et/ou de verre basaltique. 
En 2005, l'instrument OMEGA de l'orbiteur Mars Express a détecté de fortes concentrations de gypse dans la partie Est d'Olympia Undae. Les données CRISM du Mars Reconnaissance Orbiter (MRO) suggèrent que le gypse est plus concentré le long des crêtes des dunes que dans les creux inter-dunes. La source du gypse est incertaine.          

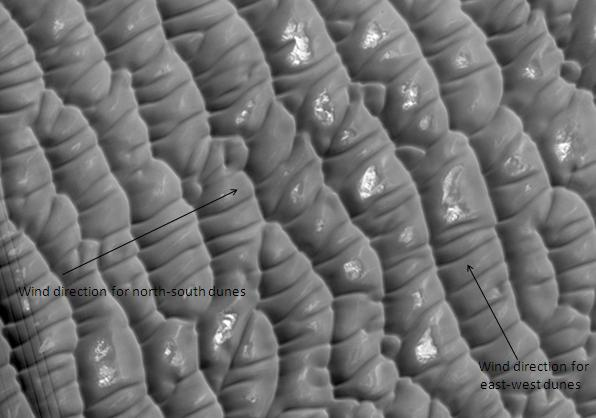
Les dunes d'Olympia Undae, vues par HiRISE. Deux ensembles de dunes transversales sont visibles, indiquant la direction variable du vent.
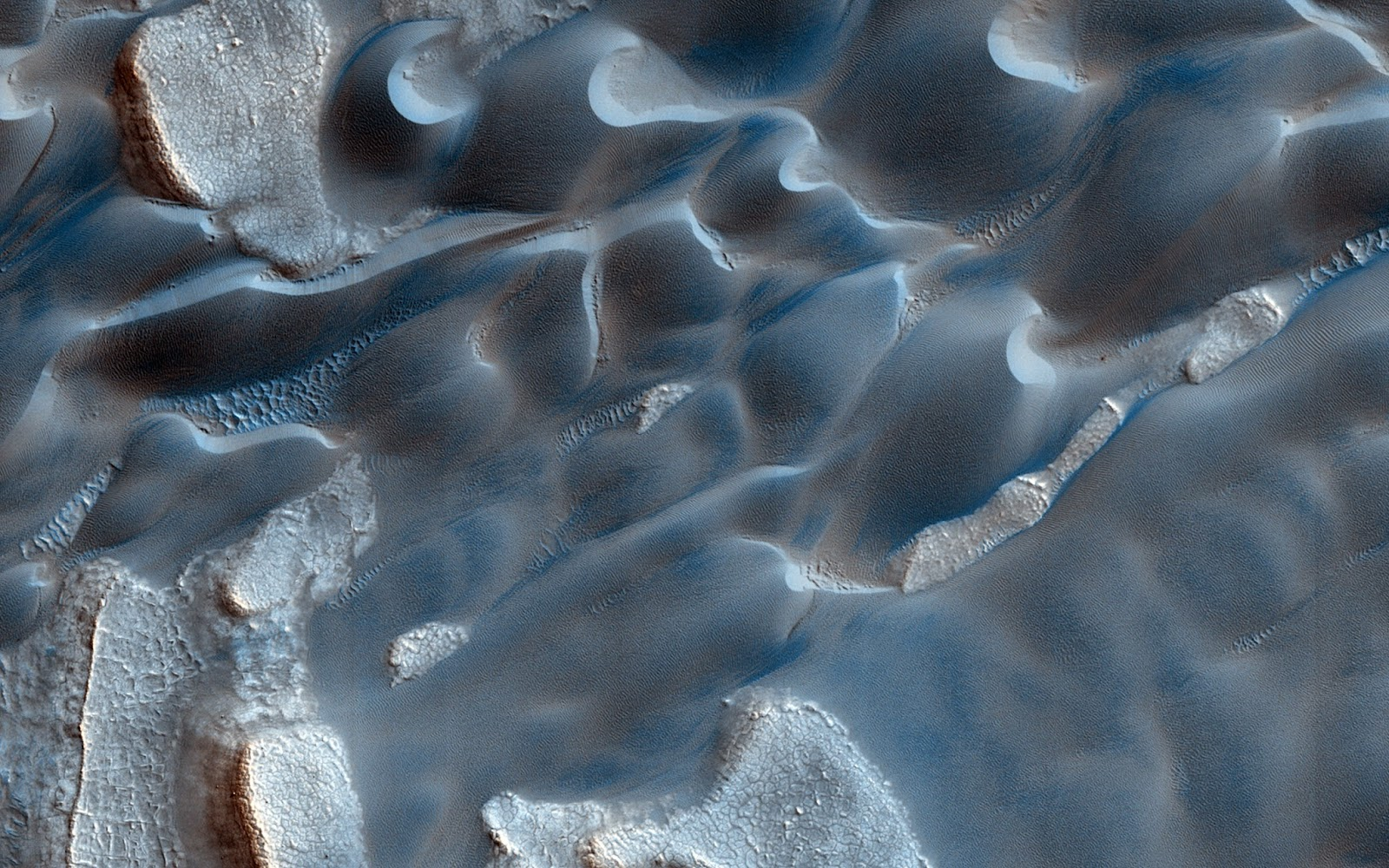
Gros plan, image aux couleurs améliorées des dunes d'Olympia Undae avec des fragments de calotte glaciaire sublimant.
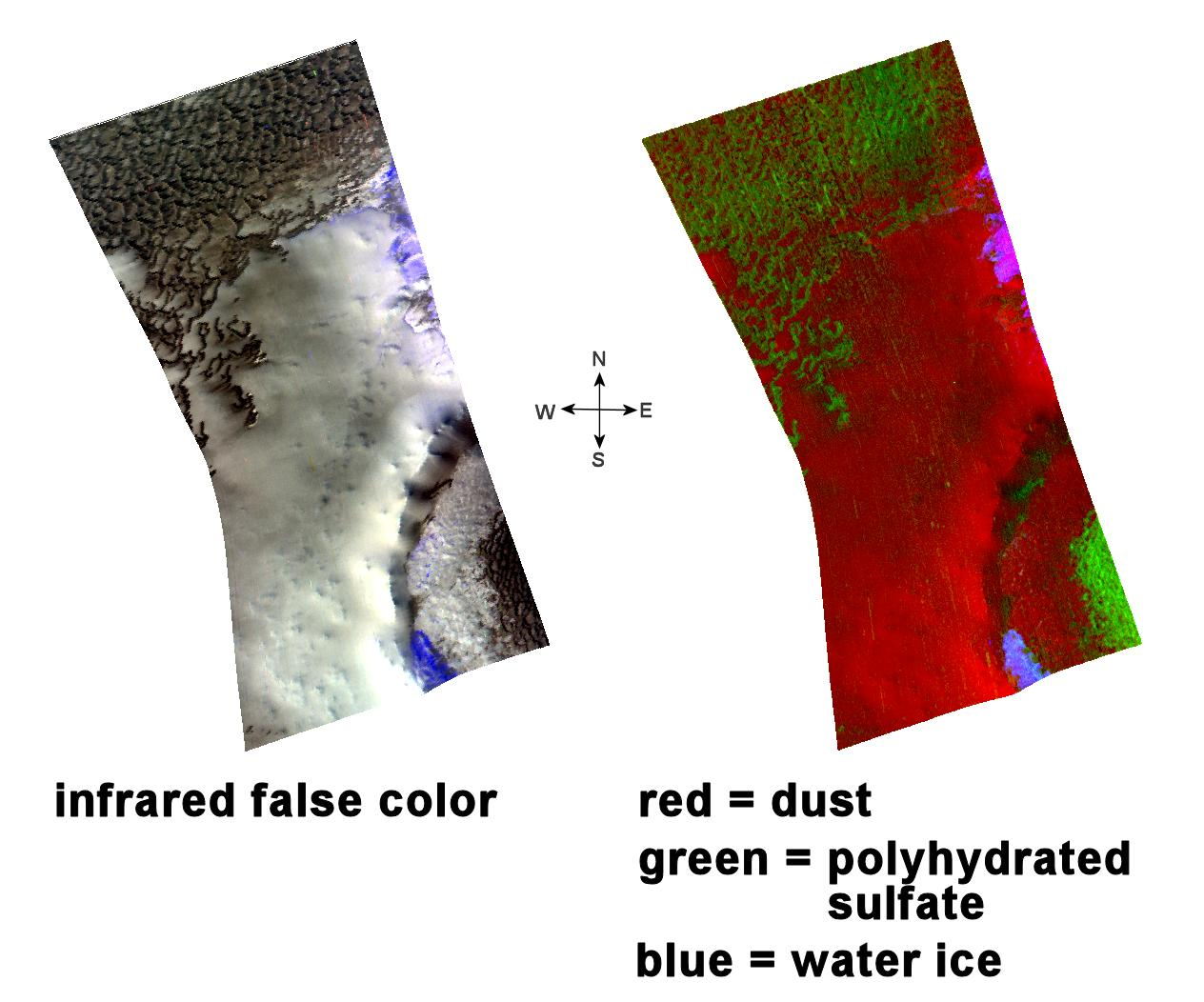
Signal spectral CRISM du gypse (sulfates polyhydratés) dans les dunes d'Olympia Undae.
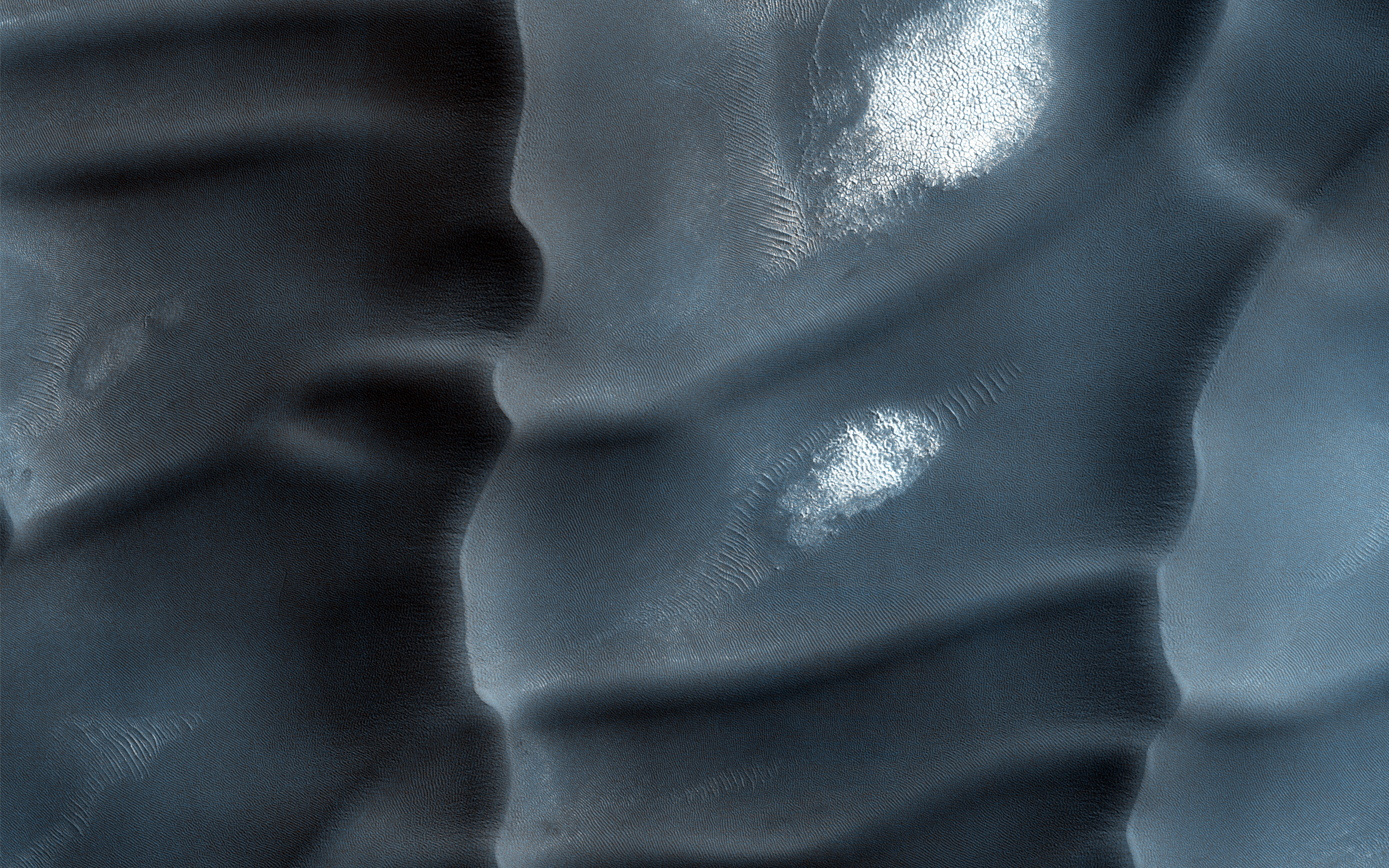
Dunes de gypse à Olympia Undae.